# Patricia Saunders
Patricia Saunders (ur. 21 lutego 1966) – amerykańska zapaśniczka w stylu wolnym. Siedmiokrotna uczestniczka mistrzostw świata. Zdobyła pięć medali, złoty w 1992, 1996, 1998 i 1999. Mistrzyni Azji w 1996 roku.
Jest żoną Townsenda Saundersa, amerykańskiego zapaśnika, srebrnego medalisty igrzysk w Atlancie 1996.